# Begoña Huertas
Begoña Huertas Uhagón (Gijón, 4 de agosto de 1965-Madrid, 24 de noviembre de 2022) fue una escritora, ensayista, novelista y filóloga española.

## Trayectoria
Huertas se doctoró en Filología hispánica por la Universidad Autónoma de Madrid (UAM). Posteriormente, trabajó en esta misma universidad en la coordinación y seguimiento de los cursos de verano. Fue profesora invitada en la Universidad de Míchigan, en Ann Arbor (Estados Unidos). Fue becaria investigadora de la Unidad de Estudios Autobiográficos de la Universidad de Barcelona.   
Trabajó en el sector de la edición y colaboró en diversos medios, como ElDiario.es, Público o El Estado Mental, como articulista y columnista de opinión. También impartió el taller de Escritura Creativa en el Máster de Humanidades de la UAM y fue profesora de escritura en Hotel Kafka. En 2019, obtuvo la beca MAEC-AECID de la Agencia Española de Cooperación Internacional para el Desarrollo para la Academia de España en Roma.
Como escritora, en 1993, ganó el Premio Casa de las Américas por su obra Ensayo de un cambio: la narrativa cubana en la década de los 80 (1994). Es autora del libro de relatos A tragos (1996) y las novelas Déjenme dormir en paz (1998), Por eso envejecemos tan deprisa (2001), En el fondo. Pide una copa, paga Proust (2009), Una noche en Amalfi (2012) y El desconcierto (2017). Tras su fallecimiento en 2022, la Editorial Anagrama publicó su obra El sótano (2023).

## Obra

### Ensayo
- 1994 – Ensayo de un cambio: la narrativa cubana en la década de los 80. Casa de las Américas.[3]

### Libros de relatos
- 1996 – A tragos. Editorial Debate. ISBN 9788483060407.[12]

### Novelas
- 1998 – Déjenme dormir en paz. Editorial Debate. ISBN 9788483061121.[13]
- 2001 – Por eso envejecemos tan deprisa. Editorial Debate. ISBN 9788483063873.[14]
- 2009 – En el fondo. Pide una copa, paga Proust. 451 editores. ISBN mkt0003952858.
- 2012 – Una noche en Amalfi. El Aleph. ISBN 9788415325420.
- 2017 – El desconcierto. Rata Books. ISBN 9788416738311.[15]
- 2023 – El sótano. Editorial Anagrama. ISBN 978-84-339-0167-5.[16]